# Globo FC
A Globo Futebol Clube, röviden Globo egy brazil labdarúgócsapat, melyet 2012-ben Ceará-Mirimben hoztak létre. Rio Grande do Norte állam bajnokságának legfelsőbb osztályában, a Potiguar Série A-ban, valamint az országos negyedosztályban, a Série D-ben szerepel.

## Története
A Globo együttesét 2012. október 18-án alapították, viszont hivatalosan 2013. március 22-én lett tagja Rio Grande do Norte Labdarúgó-szövetségének.
A csapat még ebben az évben megnyerte az állami Série B küzdelmeit.
2014-ben folytatták sikeres szereplésüket és újoncként a második helyen végeztek a Série A-ban. A második helyezés révén automatikusan indulási jogot szereztek a 2015-ös Copa do Brasil sorozatába.
A csapat egy Nataltól 30 km-re épült sportkomplexum tulajdonosa, melynek kivitelezője a klub tulajdonosa Marconi Barretto. Saját stadionjuk, a Barretão mindössze hét hónap alatt készült el, és 10 000 néző befogadására képes.

## Játékoskeret
2015-től
| # |     | Poszt | Név       |
| - | --- | ----- | --------- |
|   | BRA | K     | Messi     |
|   | BRA | K     | Rafael    |
|   | BRA | V     | Marcelo   |
|   | BRA | V     | Jamerson  |
|   | BRA | V     | Alex      |
|   | BRA | V     | Mercinho  |
|   | BRA | V     | Robson    |
|   | BRA | V     | Mercinho  |
|   | BRA | V     | Itto Cruz |
|   | BRA | V     | Glaubinho |
|   | BRA | V     | Nininho   |
|   | BRA | V     | Geovane   |
|   | BRA | KP    | Leomir    |

| # |     | Poszt | Név                |
| - | --- | ----- | ------------------ |
|   | BRA | KP    | Ramon              |
|   | BRA | KP    | Jozicley           |
|   | BRA | KP    | Marcel             |
|   | BRA | KP    | Joel               |
|   | BRA | KP    | Rivaldo            |
|   | BRA | KP    | Alemão             |
|   | BRA | KP    | Renatinho Potiguar |
|   | BRA | KP    | Miller             |
|   | BRA | CS    | André              |
|   | BRA | CS    | Fábio Silva        |
|   | BRA | CS    | Índio Oliveira     |
|   | BRA | CS    | Romarinho          |